# Metzneria riadella
Metzneria riadella is een vlinder uit de familie tastermotten (Gelechiidae). De wetenschappelijke naam is voor het eerst geldig gepubliceerd in 1974 door Englert.
De soort komt voor in Europa.